# Oude Ursulakerk
De Oude Ursulakerk is een laatgotisch kerkgebouw uit begin 16e eeuw in Warmenhuizen (Nederlandse provincie Noord-Holland). De kerk was aan Sint-Ursula gewijd.
In de kerk worden naast kerkdiensten ook exposities en concerten gehouden.

## Geschiedenis
Na een zoveelste stormvloed is er op een hoge terp in de 12e eeuw een nieuwe kerk gebouwd, waarvan de westmuur nog bestaat. Hier is later de toren tegenaan gebouwd, waarschijnlijk daterend uit de 14de eeuw. Aan het einde van de 15e eeuw is er achter de bestaande kleine kruiskerk een nieuw koorgedeelte gebouwd in gotische stijl en uitgevoerd in baksteen. Toen dit klaar was is rond 1500 de tussengelegen oude kerk afgebroken en vervangen door een nieuw schip en twee zijbeuken. Aan de zuidelijke zijbeuk is ten slotte nog een dwarsbeuk of transept gebouwd. In 1508 werd de kerk opnieuw ingewijd. De inwijdingskruizen bevinden zich nog op de zuilen.
Ook de toren werd verhoogd om zo in een betere verhouding te komen tot de kerk. De kerk was gewijd aan sint Ursula en had ook een altaar gewijd aan Anna en aan Petrus. Rond 1520 werden de houten tongewelven in het koor versierd met schilderingen met afbeeldingen uit de Bijbel uit het oude Testament. In de absis “het Laatste Oordeel”, bestaande uit vijf panelen, en verder de “Mannaregen”, “de dans om het gouden kalf”, “de ontmoeting van Melchizedek en Abraham” en “de doortocht door de Rode Zee”. Als maker wordt nu Jacob Cornelisz van Oostsanen aangemerkt.
Op de noordhoek van het koor stond een stenen preekstoel die in 1724 werd vervangen door een eikenhouten exemplaar. Ook heeft men na de Reformatie voor het koorgedeelte een 17e-eeuws eikenhouten koorhek geplaatst.
Na de Reformatie ging de kerk over in handen van de Protestanten. Wel werd er eerst nog door beide geloofsrichtingen van het gebouw gebruik gemaakt maar na een aantal jaren werd dit van hoger hand verboden. Aan het kerkgebouw werden in de 17e eeuw nog portalen en een dakruiter met een luidklokje toegevoegd.
In de negentiende eeuw volgen er aanpassingen, gefinancierd vanuit een krappe beurs. De zuiderbeuk en het zuider transept werden afgebroken en het koorgedeelte werd door middel van een houten schot aan het zicht onttrokken. Ook kwam er een houten wand aan de westzijde waar tegen een nieuw kerkorgel werd geplaatst, gebouwd door Hermanus Knipscheer uit Amsterdam in 1864. Een monumentaal twee klaviers orgel met een aangehangen pedaal.
De preekstoel werd naar de nieuwe zuidgevel verplaatst in een zogenaamde dooptuin.
De gewelfschilderingen worden overgebracht in 1890 naar het Rijksmuseum in een daarvoor gebouwde kapel. Daar worden ze in opdracht van P.J.H.Cuypers “gerestaureerd”. Zwarte lijnen worden rond de figuren getrokken om zo meer duidelijkheid te verschaffen. Als reactie op het verwijderen van de schilderingen (op hout)  wordt in de landelijke pers van ”kunstroof” gesproken.
Eind jaren vijftig en begin jaren zestig van de twintigste eeuw volgt een zeer omvangrijke restauratie van de Hervormde of Oude Ursulakerk. Het 19e-eeuwse bankenplan wordt weer verwijderd, zo ook de schotten voor het koorgedeelte. De preekstoel komt weer op zijn oorspronkelijke plaats te staan. En ook het koorhek doet weer een stapje naar voren. De middeleeuwse doopvont, teruggevonden in de tuin van de naast gelegen pastorie, krijgt een plek in het liturgisch centrum, rechts van de liturgische tafel. En de gewelfschilderingen komen terug.
in 1996/1997 wordt het “Knipscheer”orgel door Flentrop Orgelbouw in samenwerking met orgeladviseur Jan Jongepier, gerestaureerd. Ook de gewelfschilderingen, die in 1964 werden herplaatst, worden, in opdracht van de Kerkvoogdij van de Hervormde Gemeente van Warmenhuizen aan het einde van de twintigste eeuw vakkundig gerestaureerd door dhr. Haakma Wagenaar e.a.
In de toren hangt een in de 18e eeuw aangeschafte klok van de kerk van Schoorl, in 1595 gegoten door de Deventer klokkengieter Willem Wegewart. Deze kwam ter vervanging van een klok uit 1615 van de Kamper klokkengieter Hendrik Wegewart.
Sinds 1971 staan zowel kerk als toren als rijksmonument ingeschreven in het monumentenregister.

## Foto's

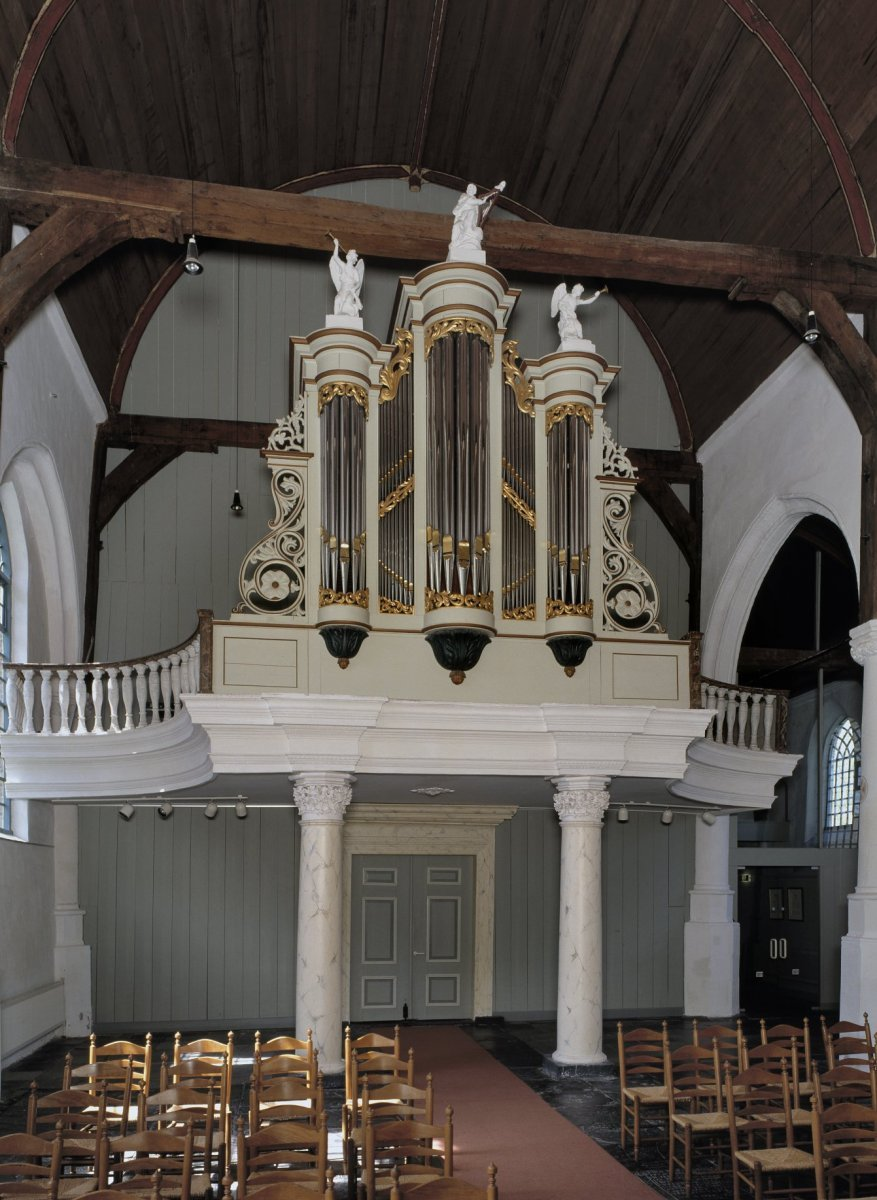
Orgel
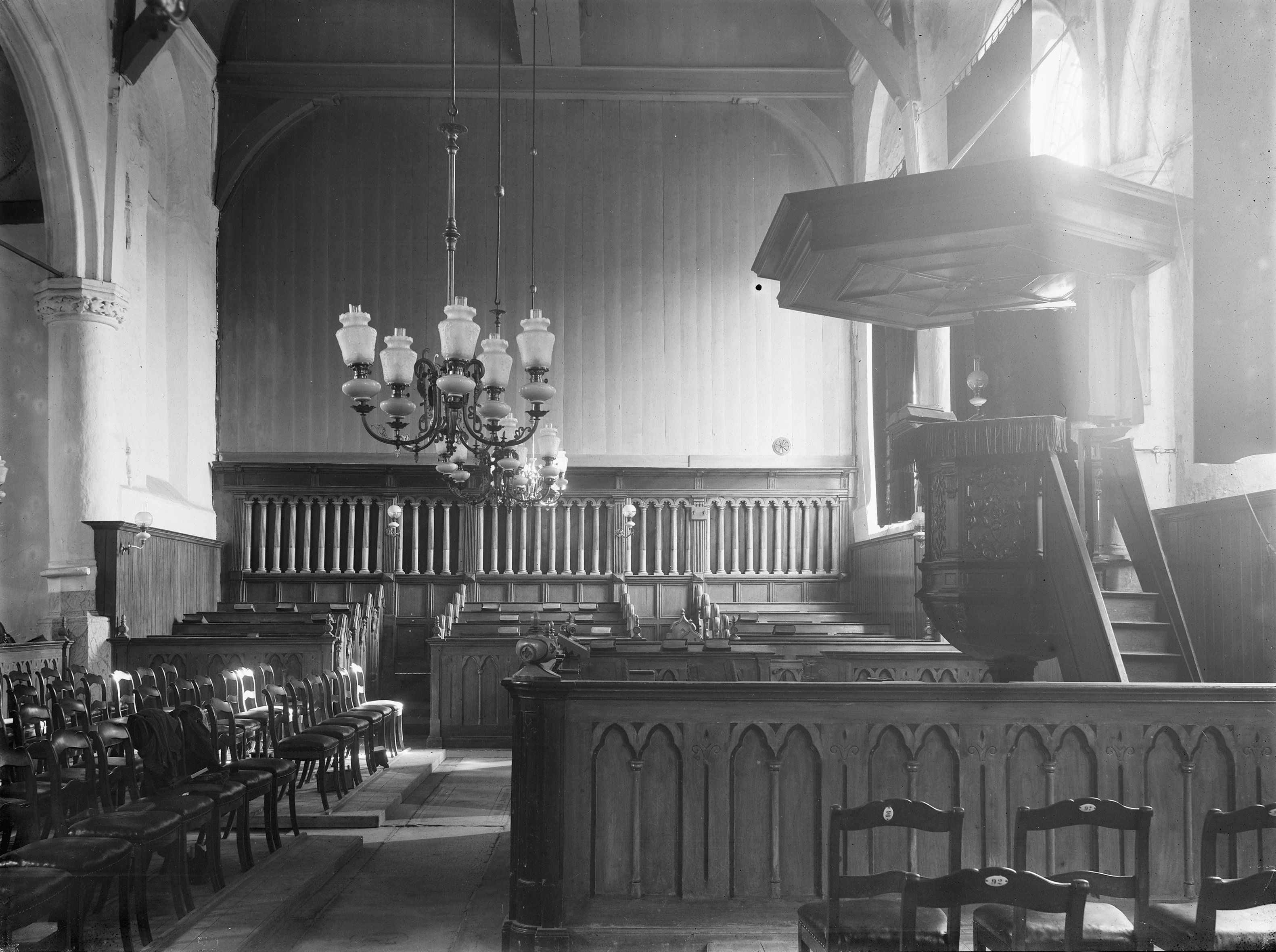
Preekstoel
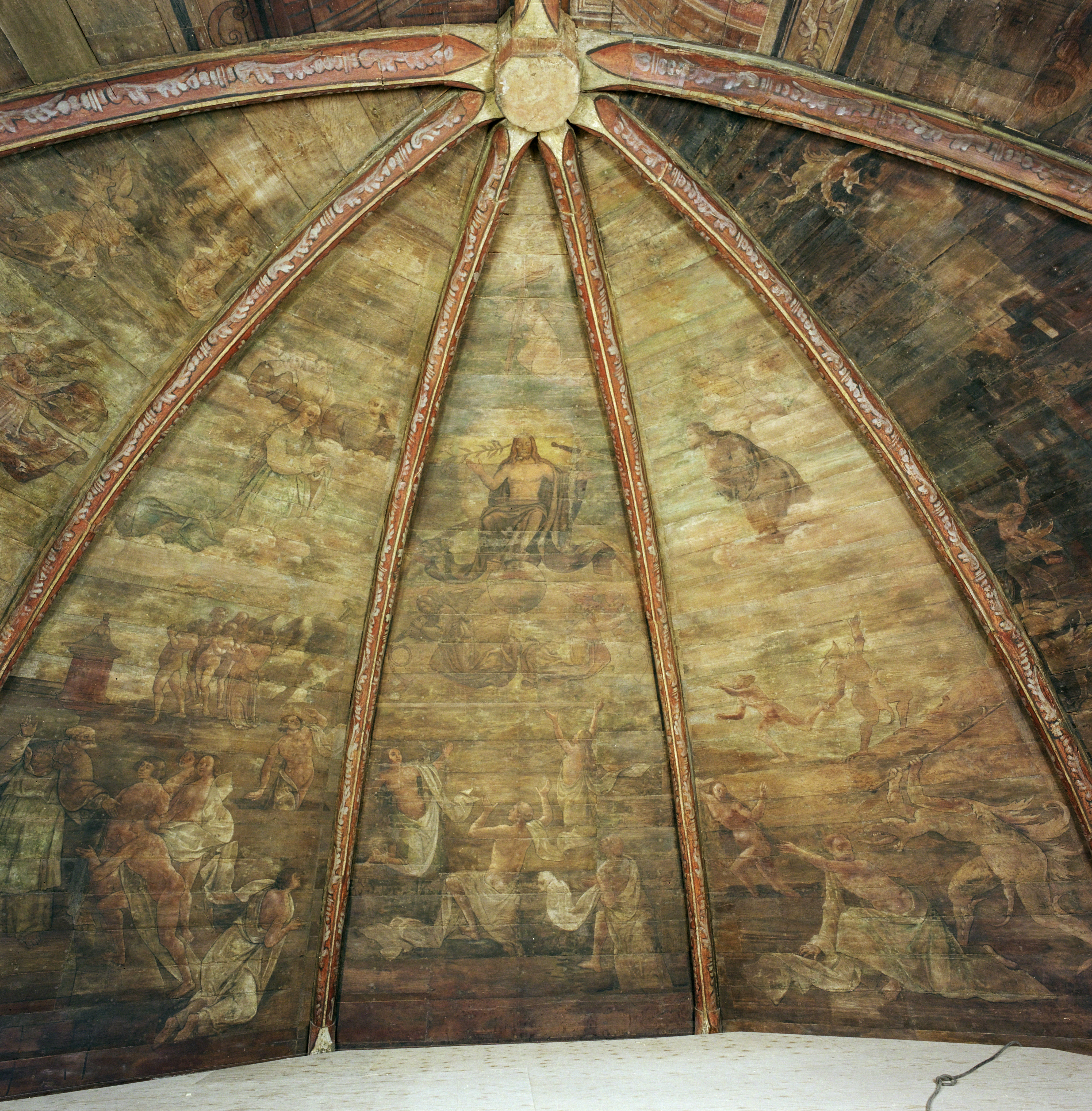
gedeelte van de gewelfschilderingen van het koor